# Jefferson Victor Machado Ambrósio
Jefferson Victor Machado Ambrósio, genannt Jefferson (* 17. Januar 1997 in Rio de Janeiro), ist ein brasilianischer Fußballspieler. Der Linksfuß spielt vorwiegend im Angriff.

## Karriere
Jefferson erhielt seine fußballerische Ausbildung beim Criciúma EC. Hier schaffte er 2015 auch den Sprung in den Profikader. Am 24. April 2015 spielte er beim Copa do Brasil gegen den CA Bragantino, wo er in der 62. Minute eingewechselt wurde. In dem Spiel erzielte er auch sein erstes Tor als Profi. Im Zuge des Jahres kam der Spieler auch zu seinem ersten Einsatz im Ligabetrieb. In der Série B wurde er am 20. Mai im Spiel gegen Náutico Capibaribe in der 76. Minute eingewechselt. In dem Spiel erhielt er auch seine erste gelbe Karte als Profi. In der Saison 2016 erfolgten keine Einsätze im Ligabetrieb. In anderen Wettbewerben lief er insgesamt 20 Mal auf (zweimal im Copa do Brasil, neun Mal in der Staatsmeisterschaft von Santa Catarina, zweimal in der Primeira Liga do Brasil 2016 und sieben Mal im U-20 Wettbewerb der Staatspokal von Santa Catarina).
Zur Saison 2017 wechselte Jefferson zum Rio Claro FC. Wegen eines Bänderrisses viel er vier Monate aus und konnte deshalb keine Spiele in der zweiten Liga der Staatsmeisterschaft von São Paulo bestreiten. Bereits im Folgejahr ging Jefferson zum SC Internacional. Für diesen trat er zunächst in der Nachwuchsmeisterschaft, der Brasileiro de Aspirantes, an. Bereits am Jahresende verließ Jefferson den Klub wieder. 2019 lief er zunächst in der zweiten Liga der Staatsmeisterschaft von São Paulo für den CA Penapolense auf. Des Weiteren mit CA Tubarão im Staatspokal von Santa Catarina (elf Spiele, zwei Tore).
2020 schloss sich für Jefferson der nächste Wechsel an. Er ging zum Boa EC. Hier erhielt auch einen Kontrakt für 2021. Nach Austragung der Staatsmeisterschaft von Minas Gerais verließ Jefferson den Klub und schloss sich dem Clube do Remo an. Der Vertrag erhielt eine Laufzeit bis Dezember 2021. Mit dem Klub gewann er im Dezember des Jahres die Copa Verde 2021. Im Anschluss war Jefferson 2022 für Ypiranga FC (Erechim) tätig und zur Saison 2023 unterzeichnete er beim Figueirense FC. Nach der Austragung der Staatsmeisterschaft von Santa Catarina wechselte der Spieler zum Campinense Clube, um mit diesem in der Série D anzutreten. Noch im Oktober des Jahres stand er wieder im Kader von Figueirense für die Austragung des Staatspokal von Santa Catarina, kam aber zu keinen Einsätzen. Seit 2023 tingelt er durch verschiedene unterklassige Klubs, wobei die Engagements in der Regel nur für einen Wettbewerb (Staats- oder Landesmeisterschaft) galten.

## Erfolge
Clube do Remo
- Copa Verde: 2021